# 오스만령 불가리아

오스만령 불가리아의 국기

오스만령 불가리아(불가리아어: Османското владичество)는 불가리아가 오스만 제국의 지배하에 있었던 시기를 말하며, 그 기간은 약 500년에 달한다. 14세기 말, 불가리아 제2제국이 붕괴하고 그 자리에 남은 군소 왕국들에 대해 오스만은 정복 전쟁을 단행하였고, 이 지배는 불가리아가 해방된 1878년까지 계속되었다.

## 같이 보기
- 러시아-튀르크 전쟁 (1877년-1878년)
- 산스테파노 조약
- 베를린 조약 (1878년)